# Гости из Лондона
«Гости из Лондона» — детский роман английской писательницы Китти Барн. Книга проиллюстрирована 40 рисунками Рут Гервис. Впервые вышла в свет в издательстве «Dent» в 1940 году. Книга повествует о детях, которых эвакуировали из Лондона в сельскую местность в начале Второй мировой войны.

## Предъистория
Китти Барн не придумала сюжет своего романа, так-как сама принимала участие в операции «Pied Piper», начальном этапе эвакуации детей из городов в английскую сельскую местность во время Второй мировой войны. Как член Женской волонтерской службы она отвечала за прием эвакуированных в своем родном графстве Сассексе. 

## Краткое содержание романа
Действие происходит в сельской местности Сассекса во время летних каникул 1939 года. Четверо детей Фаррар проводят каникулы со своей эксцентричной тетей Майрой. Война кажется далекой, но скоро вторгнется в их жизнь. Семнадцать эвакуированных детей, которые никогда не выезжали за пределы Лондона, приезжают, чтобы остановиться в Стедингсе. Их размещают в соседнем фермерском доме, который пустует. Семья Фарраров помогают с подготовкой, поиском персонала и вообще все организуют для приёма эвакуированных. Но после прибытия детей из Лондона, Фаррары оказываются не в своей тарелке...

## Критика
Когда книга была опубликована в Америке в 1941 году, газета «Нью-Йорк Таймс» написала одобрительную рецензию: «Это первый рассказ для мальчиков и девочек об их современниках в Англии военного времени, и его можно безоговорочно рекомендовать, поскольку они найдут в нем много интересного». 
Критик Маркус Крауч отмечает юмор в романе: «Китти Барн с присущей ей искренностью и проницательной наблюдательностью выискивала как комические, так и патетические элементы в странном социальном эксперименте эвакуации... (исследуя) с добродушной проницательностью дилеммы гостей и принимающих»
. 